# Buick Opel
Buick Opel – samochód osobowy klasy kompaktowej produkowany pod amerykańską marką Buick w latach 1976−1979. 

## Historia i opis modelu

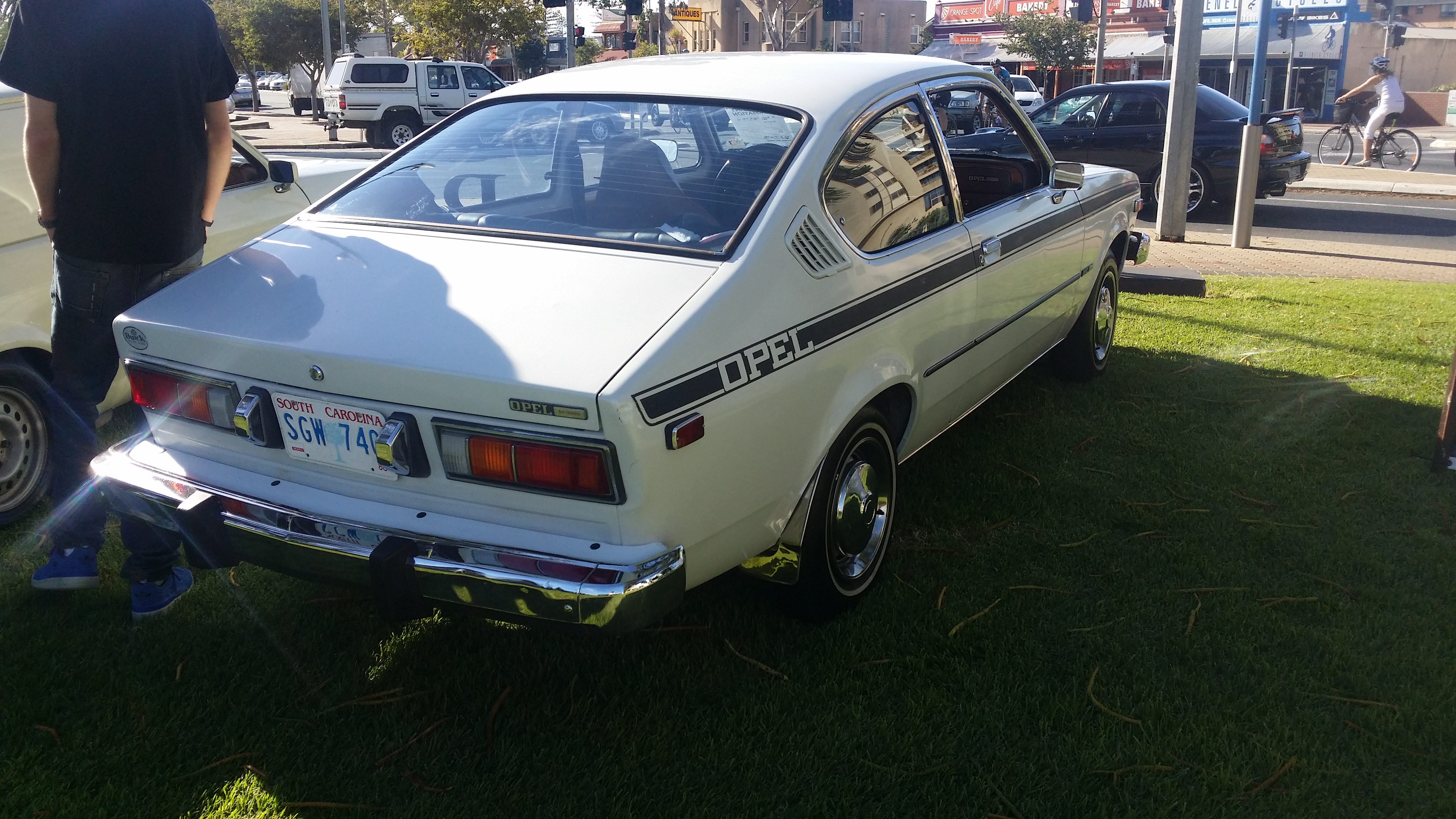
Buick Opel − tył

W kwietniu 1976 roku General Motors w ramach współpracy z japońskim Isuzu zdecydowało się poszerzyć ofertę Buicka w Ameryce Północnej o kompaktowy model będący lokalną odmianą Isuzu Gemini. Samochód otrzymał nazwę Buick Opel, będąc jednak tylko technicznie powiązanym z europejskim Oplem Kadettem C. Import odbywał się z japońskich zakładów Isuzu przez trzy lata do 1979 roku, kiedy to zastąpił go model Skyhawk.

### Zmiana nazwy
Pomimo zakończenia produkcji Buicka Opla w 1979 roku, General Motors zdecydowało się kontynuować import modelu do Ameryki Północnej, ale już pod marką Isuzu jako Isuzu I-Mark.

### Silnik
- L4 1.8l G180Z